# Horsens HK
Horsens Håndboldklub, kurz  Horsens HK, ist ein Handballverein aus der dänischen Stadt Horsens, dessen Frauenmannschaft mehrere Spielzeiten in der höchsten dänischen Spielklasse antrat.

## Geschichte
Der Verein entstand im Jahre 1985 durch die Fusion der Vereine Horsens forenede Håndboldklubber und Dagnæs IF. Die Frauenmannschaft trat in der Damehåndboldligaen – die höchste dänische Spielklasse – an. In der Pokalsaison 1999/2000 erreichte die Mannschaft das dänische Pokalfinale, das mit 24:27 gegen GOG/Gudme verloren ging. Vier Spielzeiten später zog das Team erneut ins Finale ein. Durch einen 23:22-Erfolg gegen Ikast/Bording EH gewann Horsens HK seinen bislang einzigen Titel. In den Spielzeiten 2001/02, 2004/05 sowie 2005/06 nahm Horsens am Europapokal teil. 2010 stieg die Frauenmannschaft in die 1. division ab und ein Jahr später folgte der Zwangsabstieg in die 2. division. Nach drei Spielzeiten in 2. division kehrte Horsens 2014 wieder in die 1. division zurück. In der Saison 2015/16 trat die Mannschaft in der 2. division an. 2016 gelang der Mannschaft der sofortige Wiederaufstieg. 2019 gelang Horsens die Rückkehr in die Damehåndboldligaen.

## Bekannte ehemalige Spielerinnen
- Karen Brødsgaard
- Chana Masson
- Åsa Mogensen
- Karin Mortensen
- Ann Grete Nørgaard
- Christina Roslyng
- Mette Sjøberg